# 廖鏡伊
廖鏡伊（1831年3月26日—？年），鄉試榜名鑄伊，字伯冶，號雪門，四川省鄰水縣人。光緒六年庚辰科三甲第178名進士（1880年），曾任四川省昭化縣教諭，貴州省天柱縣知縣、夔州府教授

## 經歷
- 清宣宗道光十一年辛卯二月十三日(1831年3月26日)吉時生。
- 咸豐八年（1858年）戊午科舉人。
- 光緒元年十二月，任昭化縣訓導[4]。
- 光緒六年（1880年）庚辰科進士[5]，籤分陝西[6]。
- 光緒十一年（1885年）任天柱縣知縣。天性慈祥，好讀書，尤愛重士𩔗，即案牘紛集，不輟吟詠。嘗著試帖百首，士林傳抄，膾炙人口。初為天柱縣知縣時用人不當，一年後調回省，次年回任，因白岩塘新舟等處盜匪出沒，雲貴總督派陶少石軍門剿滅，廖鏡伊不願玉石俱焚，執意抗爭，願去官不願擾民，保全地方[7][8]。
- 光緒十五年十一月，任夔州府教授[9]。

## 詩文
為踏勘縣界，和會同知縣汪文修會哨於遠口老黃田和這年吳鶴書金榜題名有感而吟詩二首：
- 颯颯弦歌出武城，牛刀一試本儒生。遙山有樹參天靜，止水無波徹底清。
- 最好官箴惟敬慎，大為民患是紛更。我來會哨興文里，溪澗渾疑寫怨聲。
- 民間到處有青天，何止西來盼蜀川。道出居仁由義里，靈鍾金馬玉堂仙。〔柱邑四十餘年榜花寂寞，今科吳君鶴書始登賢書，適余蒞此，亦一奇也〕
- 睦姻任恤熔機械，雞犬桑麻樂歲年。團保可能資得力，邊郵從此靖烽煙。